# Eritema palmar
El eritema palmar es el enrojecimiento de las palmas tanto en la eminencia tenar e hipotenar.: 139 

## Causas
Está asociado con varios cambios patológicos y fisiológicos, también puede ser un hallazgo normal.
- Hipertensión portal
- Enfermedad crónica del hígado (incluyendo hepatitis crónica)[2]
- Embarazo
- Policitemia
- Tirotoxicosis
- Artritis reumatoide (especialmente en pacientes con policitemia)[3]
- Eczema y psoriasis
- Telangiectasias profundas
- Infección por Coxsackievirus tipo A  (Enfermedad de manos, pies y boca)[4]
- Fiebre de las Montañas Rocosas[4]
- Sífilis secundaria[4]
- Enfermedad de Kawasaki
- Reacción adversa a medicamento: Eritrodisestesia palmo-plantar (eritema acral)

Debido al aumento de los niveles de estrógenos a causa del embarazo o la cirrosis, se pensaba que estos eran la causa del aumento de la vascularidad. Investigaciones recientes, han determinado que el óxido nítrico está involucrado en la patogénesis del eritema palmar.

## Diagnóstico
El eritema palmar no tiene un tratamiento específico. El manejo está basado en la causa subyacente. Cuando se trata la causa que lo desencadena se logra una mejoría. Si su causa se atribuye a un medicamento en particular, entonces el medicamento debe retirarse.